# Haaghaus
Haaghaus (oberfränkisch: Hochhaus)  ist ein Gemeindeteil der Stadt Creußen im Landkreis Bayreuth (Oberfranken, Bayern). Haaghaus liegt in der Gemarkung Neuhof.

## Lage
Die Einöde liegt am Rande einer Hochebene, die gegen Norden und Osten ins Hagholz abfällt. Ein Anliegerweg führt zu einer Gemeindeverbindungsstraße bei Brunnenhof (0,5 km südwestlich).

## Geschichte
Der Ort wurde 1740 als „Haaghauß“ erstmals schriftlich erwähnt. Das Bestimmungswort des Ortsnamens ist Hag. In der Fraisch unterstand Haaghaus dem brandenburg-bayreuthischen Kasten- und Stadtvogteiamt Creußen. Von 1791/92 bis 1810 unterstand Haaghaus dem preußische Justiz- und Kammeramt Pegnitz.
Mit dem Gemeindeedikt (frühes 19. Jahrhundert) wurde Haaghaus dem Steuerdistrikt Birk und der Ruralgemeinde Neuhof zugewiesen. Im Rahmen der Gebietsreform in Bayern wurde Haaghaus am 1. Januar 1977 in die Stadt Creußen eingegliedert.